# Маньківська селищна територіальна громада
Манькі́вська селищна громада — територіальна громада в Україні, в Уманському районі Черкаської області. Адміністративний центр — селище Маньківка.
Площа громади — 473,5 км², населення — 17 912 мешканців (2021).
Громада утворена 2020 року зі складу Маньківської селищної ради, Вікторівської, Дзензелівської, Добрянської, Кищенецької, Кривецької, Молодецької, Нестерівської, Паланоцької, Подібнянської, Попівської, Потаської, Рогівської та Харківської сільських рад.

## Склад
До складу громади входять:
| Населений пункт      | Населення, осіб (1989) | Населення, осіб (2001) | Населення, осіб (2021) |
| -------------------- | ---------------------- | ---------------------- | ---------------------- |
| Дзензелівка, село    | 1926                   | 1736                   | 1280                   |
| Добра, село          | 1339                   | 1130                   | 838                    |
| Жолудькове, селище   | 99                     | 50                     | 37                     |
| Зелений Гай, селище  | 266                    | 221                    | 163                    |
| Кищенці, село        | 1166                   | 956                    | 710                    |
| Кривець, село        | 896                    | 720                    | 532                    |
| Мала Маньківка, село | 252                    | 195                    | 145                    |
| Маньківка, селище    | 9113                   | 8596                   | 7567                   |
| Молодецьке, село     | 2117                   | 1827                   | 1349                   |
| Нестерівка, село     | 1065                   | 950                    | 700                    |
| Паланочка, село      | 575                    | 521                    | 387                    |
| Подібна, село        | 1132                   | 1043                   | 771                    |
| Поминик, село        | 1317                   | 1201                   | 874                    |
| Попівка, село        | 533                    | 406                    | 300                    |
| Поташ, село          | 1459                   | 1280                   | 949                    |
| Роги, село           | 1219                   | 1102                   | 815                    |
| Рудка, селище        | 101                    | 39                     | 29                     |
| Філіція, село        | 132                    | 120                    | 88                     |
| Харківка, село       | 588                    | 513                    | 378                    |